# اقلیم افغانستان

دسته‌بندی مناطق اقلیمی افغانستان

افغانستان، در منطقه آسیای مرکزی قرار دارد. پایتخت آن، شهر کابل بوده و دارای اقلیم سرد و خشک است. اکثر مناطق این کشور زمستان سرد و تابستان بسیار گرم دارد. میانگین بارندگی سالانه در افغانستان حدود ۳۰۰ میلی‌متر است. ارتفاع برف در زمستان در بخش مرکزی هندوکش و کوه‌های پامیر تا یک متر مشاهده شده‌ است.
بارندگی در افغانستان، تحت‌تأثیر جبهه‌های سرد سیبری و جبهه‌های گرم ناشی از آب‌های اقیانوس هند است. ولایت های کنر و نورستان از وزش بادهای موسمی هند بهره‌مند می‌گردد. این ولایت‌ها دارای بارندگی ۴۰۰ تا ۴۵۰ میلی‌متر است، که این امر باعث شده اکثر ساحات این ولایت‌ها، محیطی مناسب برای رشد جنگل‌های نشتر و جلغوزه باشد.
دانشمندان، اقلیم افغانستان را از دو جهت مورد بررسی قرار می‌دهند:
1. از لحاظ توپوگرافی، محیط زیست، درجه حرارت و غیره
2. از لحاظ مساعد بودن برای کشت زراعت و دامداری و کشت خَشخاش از مهم‌ترین منبع درآمدی این کشور نام برده می‌شود.

اقلیم افغانستان
افغانستان به دلیل موقعیت جغرافیایی ویژه خود، دارای تنوع اقلیمی گسترده است. این کشور در منطقه‌ای کوهستانی و مرتفع از آسیای میانه و جنوب آسیا قرار دارد و بیش از ۷۵ درصد خاک آن را کوه‌ها و ارتفاعات تشکیل می‌دهد. رشته‌کوه‌های هندوکش، پامیر و سلیمان در شکل‌گیری اقلیم و پراکندگی بارش نقش اساسی دارند.
ویژگی‌های عمومی اقلیمی
نوع اقلیم: غالب مناطق افغانستان دارای اقلیم نیمه‌خشک تا خشک است. در زمستان، مناطق کوهستانی سرد و پر برف بوده و در تابستان، بیشتر ولایات دمای بسیار گرم را تجربه می‌کنند.
بارندگی: میانگین بارش سالانه در سطح کشور حدود ۳۰۰ میلی‌متر است. با این حال، بارش به‌صورت نامتوازن توزیع می‌شود؛ برخی مناطق شرقی مانند نورستان و کنر بین ۴۰۰ تا ۴۵۰ میلی‌متر بارندگی دارند، در حالی که دشت‌های جنوب غربی مانند نیمروز و هلمند، بارش بسیار اندکی (کمتر از ۱۰۰ میلی‌متر) دریافت می‌کنند.
برف: ارتفاع برف در مناطق مرتفع هندوکش و پامیر در زمستان گاهی به بیش از یک متر می‌رسد و ذوب این برف‌ها منبع اصلی تغذیه رودخانه‌ها و آب‌های سطحی افغانستان است.
بادها: در بخش‌های جنوبی و غربی، به‌ویژه ولایت‌های فراه و هرات، بادهای موسمی و بادهای موسوم به «باد ۱۲۰ روزه سیستان» وزش دارند که بر اقلیم و کشاورزی این نواحی اثرگذار است.

دسته‌بندی اقلیمی
دانشمندان اقلیم افغانستان را از چند دیدگاه بررسی می‌کنند:
1. از دیدگاه جغرافیایی و میتیورولوژی (هواشناسی):
مناطق کوهستانی (شمال‌شرق و مرکز): سرد و برفی با تابستان‌های معتدل.
مناطق شمالی و دشت‌های ترکمنستانی: دارای زمستان‌های سرد و تابستان‌های گرم و خشک.
مناطق جنوبی و جنوب‌غربی (قندهار، هلمند، نیمروز): بیابانی و بسیار گرم با بارندگی اندک.
مناطق شرقی (کنر و نورستان): تحت تأثیر بادهای موسمی هند، پُر بارش و دارای جنگل‌های طبیعی.
2. از دیدگاه زراعت و مالداری:
مناطق پُر بارش شمال‌شرق و شرق: مستعد کشت غلات، میوه‌ها و جنگل‌داری.
مناطق مرکزی و مرتفع: مناسب برای مالداری (گوسفند، بز) و کشت محصولات مقاوم به سرما.
مناطق جنوبی و غربی: بیشتر وابسته به آبیاری مصنوعی (قنات، کانال‌ها) برای کشت گندم، پنبه و زراعت‌های سنتی.
کشت خشخاش به‌عنوان یکی از مهم‌ترین منابع درآمدی در بخش‌هایی از جنوب و غرب افغانستان رایج است و ارتباط مستقیمی با شرایط اقلیمی خشک این مناطق دارد.

تأثیر اقلیم بر زندگی
اقلیم افغانستان نه تنها بر کشاورزی و دامداری اثر مستقیم دارد، بلکه بر دسترسی به منابع آب، امنیت غذایی، و حتی ساختار اجتماعی و اقتصادی مردم نیز تأثیرگذار است. خشکسالی‌های متوالی، یکی از بزرگ‌ترین چالش‌های اقلیمی و زیست‌محیطی این کشور به‌شمار می‌رود.

## اقلیمافغانستاناز لحاظ میتیورولوژی،توپوگرافیو جغرافیایی
|  |  |  |  |
|  |  |  |  |
|  |  |  |  |

آب  و هوا در افغانستان از یک منطقه به منطقه دیگر تفاوت‌های چشمگیری دارد. دانشمندان افغاننستان  اقلیم افغانستان را به ۵ گونه تقسیم نموده‌اند:
۱.گرم خشک بیابانی
این نوع آب و هوا دارای تابستان گرم و خشک می‌باشد. مقدار رطوبت نسبی و بخار آب در این مناطق اندک است. مناطقی نظیر: نواحی جنوب غربی قندهار، جنوب ولایت هلمند و فراه و تمامی ولایت نیمروز دارای آب و هوای گرم و خشک بیابانی هستند. در این نواحی مقدار بارندگی فوق‌العاده کم است. میانگین بارندگی سالانه بین ۷۰ تا ۸۰ میلی‌متر است و در ایام زمستان بارش برف ندارد. گرمای زیاد و بارندگی کم در این ناحیه (جنوب غربی کشور)، دشت و ریگستان‌هایی مانند دشت مارگو، دشت خاشرود، دشت بکودا، دشت سیستان و دشت جهنم را به وجود آورده است.
این ریگستان‌ها در نتیجه جریان آب‌های سطحی از کوهستان‌ها تشکیل شده‌اند. در این ناحیه، انواع بوته‌های خاردار به صورت پراکنده رشد می‌کنند که به دلیل مقاومت بالا در برابر خشکی و کمبود رطوبت، سازگار شده‌اند. حیوان بومی این مناطق شتر است. مردمان این مناطق اکثراً بلوچ هستند که به شغل دامداری مشغول‌اند.
۲. کوهستانی
آب هوای این مناطق در تابستان اکثراً معتدل و در زمستان آب و هوای خیلی سرد دارد. در بعضی نواحی و دره‌های کوه پامیر، کوه بابا ، سفیدکوه ، هندوکش ، سالنگ‌ها ، بامیان و غور بارش برف و یخبندان تا تابستان طول می‌کشد. در برخی نواحی ، بسته بودن راه های ارتباطی ، به دلیل وجود برف و یخ بندان ، تا ۹ماه طول می‌کشد. ارتفاعات پست و بلند این مناطق باعث ایجاد بادهای شدید و پایین رفتن دمای هوا شده است. این مناطق تابستان‌های سوزانی ندارند و آب و هوایشان در تابستان معتدل است.
۳.مدیترانه ای
مناطق شرقی و جنوب شرقی کشور را تحت نفوذ خود دارد. تابستان در این مناطق خشک و بسیار گرم است و زمستان های معتدل دارد. بارندگی ، بیشتر در ایام زمستان صورت می‌گیرد، میانگین دما در تابستان از ۲۲ درجه بالاتر می‌رود و مقدار بارندگی در طول سال و به‌خصوص در فصل زمستان از ۲۵۰ میلی‌متر بیشتر است و به ۳۵۰ تا ۴۰۰ میلی‌متر نیز می‌رسد (جلال‌آباد). بارندگی در نقاط مرتفع مانند سفید کوه به شکل برف و در نقاط همواره به صورت نزول باران صورت می‌گیرد. لغمان ، ننگرهار ، پغمان و کنر دارای آب و هوای مدیترانه‌ای هستند. در این مناطق گیاهان ستروس خیلی خوب می‌روید.
۴. استپی
آب و هوا در این مناطق از یک ساحه نسبت به ساحه دیگر متفاوت است. این نوع آب هوا قسمت وسیعی از افغانستان از جمله در شمال، بغلان، قندوز، میمنه، و در جنوب قندهار، پروان، غزنی، کابل و هرات را دربر گرفته است. طور گونه سروبی از شهر کابل ۳۰ کیلومتر فاصله دارد. در سروبی بارش برف وجود ندارد ولی در کابل در ماه های جدی دلو و حوت بارندگی برف وجود دارد. رطوبت نسبی شبانه روز در این ناحیه از ۲۰ درجه بالاتر می‌رود و گاه این تغییرات به ۳۰ تا ۳۵ درجه می‌رسد. میانگین میزان بارندگی در این ناحیه ۳۰۰ میلی‌متر است که اکثراً در زمستان صورت می‌گیرد.
دراین نواحی بارندگی در تمام فصول وجود دارد و حتی در تابستان نیز باران می‌بارد. ولایت پکتیا و پکتیکا و نواحی اطراف آن دارای این نوع آب و هوا می‌باشند. میزان بارندگی سالانه در این ناحیه ۴۶۰ تا ۶۸۰ میلی‌متر می‌باشد. این مناطق عمدتاً جنگلی است.
هیرمند یا هلمند(انگلیسی: Helmand؛ یونانی: Ἐτύμανδρος، لاتین: Erymandrus، اوستایی: Haētumant) نام رودی است که از ولایت هلمند افغانستان روان شده و به دریاچهٔ هامون که دریاچه‌ای مشترک میان کشور افغانستان و ایران است می‌ریزد.
۵. توندرای  آلپی
آب و هوای این مناطق شباهت به نواحی اطراف کوه‌های آلپ اروپا دارند. در این مناطق گیاهان به‌شکل بوته و علف روییده و فاقد ناحیه جنگلی گسترده هستند. این ناحیه از افغانستان در ارتفاع ۲۵۰۰ تا ۳۰۰۰ متر از سطح دریا و در ارتفاعات کوه‌ها واقع شده است و بیشتر مناطق غزنی و بامیان و نقاط مرتفع کوه بابا، سفید کوه، سیاه کوه شامل این نوع آب و هوا هستند. در این مناطق  برف بسیاری می‌بارد. زمستان های بسیار سرد و تابستان های معتدل دارد. قبل از سال ۱۳۵۷ این مناطق افغانستان هزاران گردشگر داشت.

## تقسیم‌بندیآب و هواافغانستاناز لحاظزراعتو مالداری
افغانستان کشوری است که در آن کشاورزی رونق دارد. تا سال‌های ۱۳۶۰، حدود ۹۵ درصد از مردم افغانستان به کشاورزی اشتغال داشتند. اکثر مردم روستاها را رها کردند. با مهاجرت این مردم تخمیانه جات اصلی منطقه نیز از بین رفت. آب و هوای افغانستان از لحاظ زراعت به سه دسته تقسیم‌بندی شده است:
- ۱.منطقه شمال افغانستان.

دمای هوای این مناطق در تابستان در حدود ۴۰ درجه سانتی گراد است و در زمستان در حدود منفی ۱۵ درجه سانتی گراد می‌رسد. این شرایط آب و هوایی ولایات تخار، قندوز، بلخ، جوزجان ، میمنه و بادغیس را پوشانده است. ساحات شمالی تمامی این ولایات را دشت‌ها خشک و بوته زار پوشانیده است. این آب و هوا برای کشت گیاهان صنعتی از قبیل تنباکو، پنبه ، چغندرقند ، گل آفتاب‌گردان ، شرشم ، زغر ، کنجد و توت بسیار مساعد است و همچنین برای پرورش کرم ابریشم سنجد به منظور ساخت عطر مناسب می‌باشد. محصولات میوه جات این مناطق عبارتند از انار، انجیر، بادام، زردآلو، انگور ... . محصولات سبزیجات این مناطق عبارتند از خربزه،۱۲ نوع هندوانه ، ۵ نوع بامیه ، کاهو ، کدو و ترائی ، که میلیون‌ها هکتار از کوه‌های این مناطق را می‌پوشاند. محصولات فعلی این تپه‌ها گندم بارانی للم یا گندم سفید است. ۴۵۰ هزار هکتار از این مناطق را به صورت طبیعی ، پسته خود رو پوشانیده است. این تپه‌ها از لحاظ فناوری جدید برای کشت پخته، گندم ، تربوز ، تخم روغن شرشم ، زغر و پسته (اصلاح شده) مناسب است. بیشتر بخش این مناطق را مردم شمال به منظور آذوقه اسب و گوسفند قره قل مورد استفاده قرار می‌دهند. این مناطق در کنار رود بزرگ آمو قراردارد که مردم افغانستان تاکنون از این رود استفاده نکرده اند.
- آب و هوای منطقه مرکزی وکوهپایه‌ها: این مناطق تابستان ملایم ولی زمستان پوشیده از برف و خیلی سرد دارند. میوه جات این مناطق سیب، توت، زردآلو، شفتالو، شلیل، انگور، چهارمغز، آلبالو، گیلاس و ناک می‌باشد. سبزیجات این مناطق بادرنگ، کدو، خربزه و فاصیلیه می‌باشد و حبوبات این مناطق لوبیا، مشنگ، نخود و دال نخود است. فعلاً در این مناطق دامداری و تربیه مواشی غیرفنی است. قسمت زیاد لبنیات افغانستان از این مناطق به‌دست می‌آید که به تناسب ساحه ۵ فیصد را احتوا نخواهد کرد. این مناطق در صورت استفاده از فناوری‌های مدرن، پتانسیل پرورش میلیون‌ها مرغ، دام و زنبور عسل را دارند. این مناطق مناسب برای میوه جات، کشت گل‌ها به منظور استحصال عطر می‌باشند. گیاهان طبی از قبل هنگ و شیرین بویه از محصولات این مناطق اند که به خارِج صادر می‌شود.
- زون جنوب‌شرقی و شرقی: آب و هوا این مناطق در تابستان خیلی گرم و زمستان بدون برف و معتدل دارند. مانند خوست جلال‌آباد و لغمان. درین مناطق گیاهان هم‌وند ستروس ازقبیل مالته کینو نارنج، نیشکر جوارو برنج خوب می‌رویند. خاک این مناطق در سال ۳ بار حاصل می‌دهند. بیشتر گونه‌های سبزیجات در زمستان به‌خوبی حاصل می‌دهند. اکثر سبزیجات افغانستان در زمستان از این مناطق به‌دست می‌آیند. این مناطق برای پرورش گاومیش خیلی مساعدند.